# Астрономія в Болівії

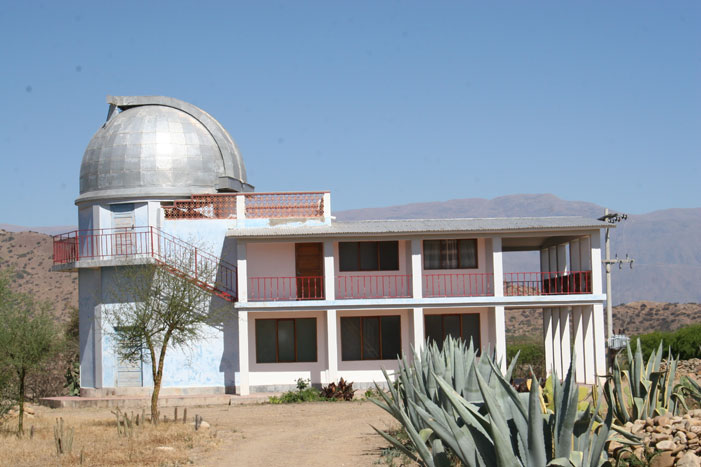
Болівійська національна обсерваторія

Астрономія в Болівії представлена на всіх рівнях, хоч і невеликою кількістю установ. Головною астрономічною науковою установою країни є Болівійська національна обсерваторія, першим у країні планетарієм — Планетарій Макса Шраєра. Розвитком і популяризацією астрономії в країні опікується Болівійська астрономічна асоціація. Болівійське космічне агентство в 2013 році запустило свій перший супутник Тупак Катарі 1.

## Історія

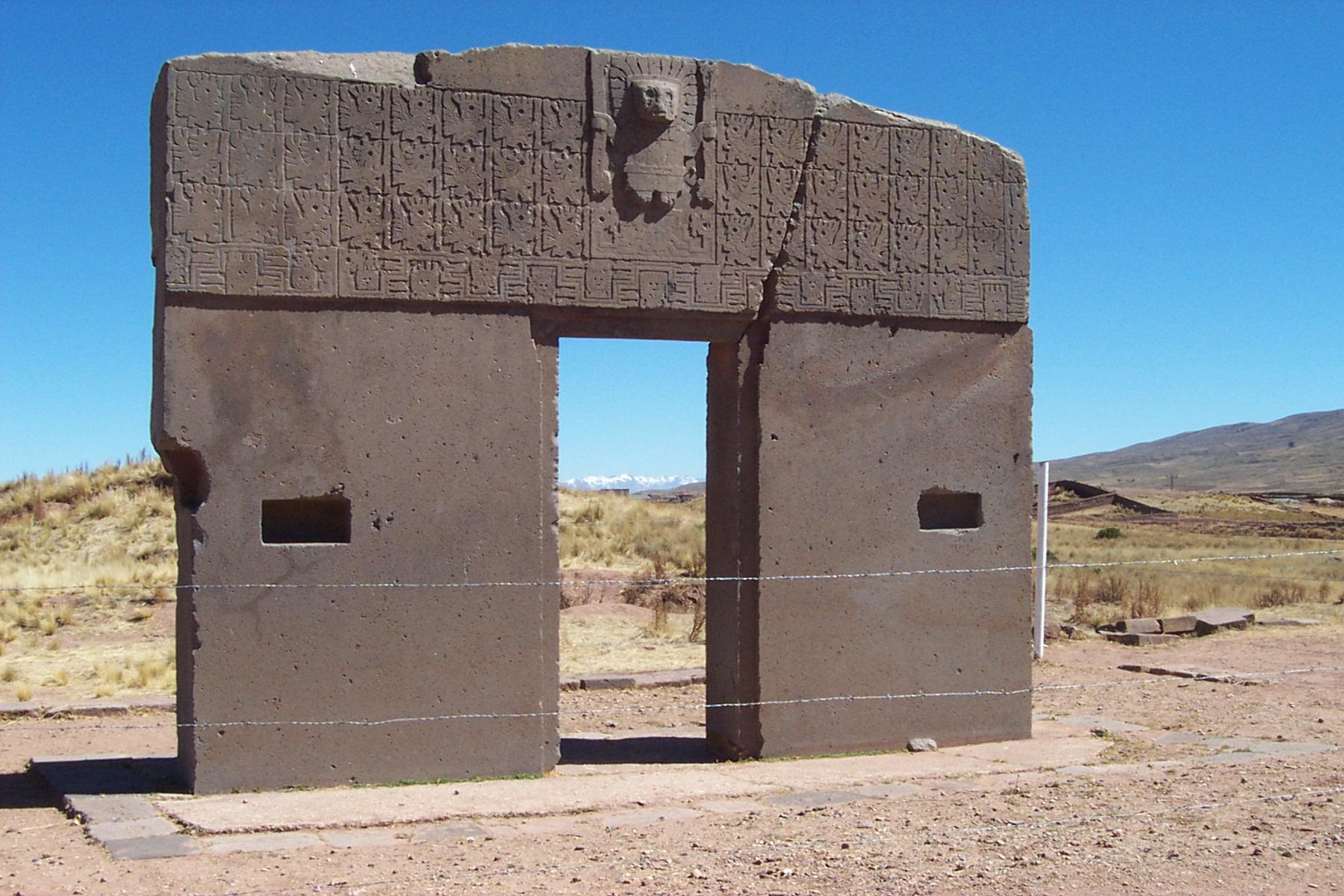
Ворота сонця в давньому місті Тіаванако

### Прадавня історія
Цивілізація доколумбового болівійського міста Тіаванако мала розвинутий календар. Розташовані там Ворота сонця прикрашені вирізьбленими малюнками, які, ймовірно, мають астрономічний або астрологічний зміст і, можливо, використовувались для календарних цілей. Нині Ворота сонця зображені на емблемі Болівійської астрономічної асоціації.

### Новітня історія

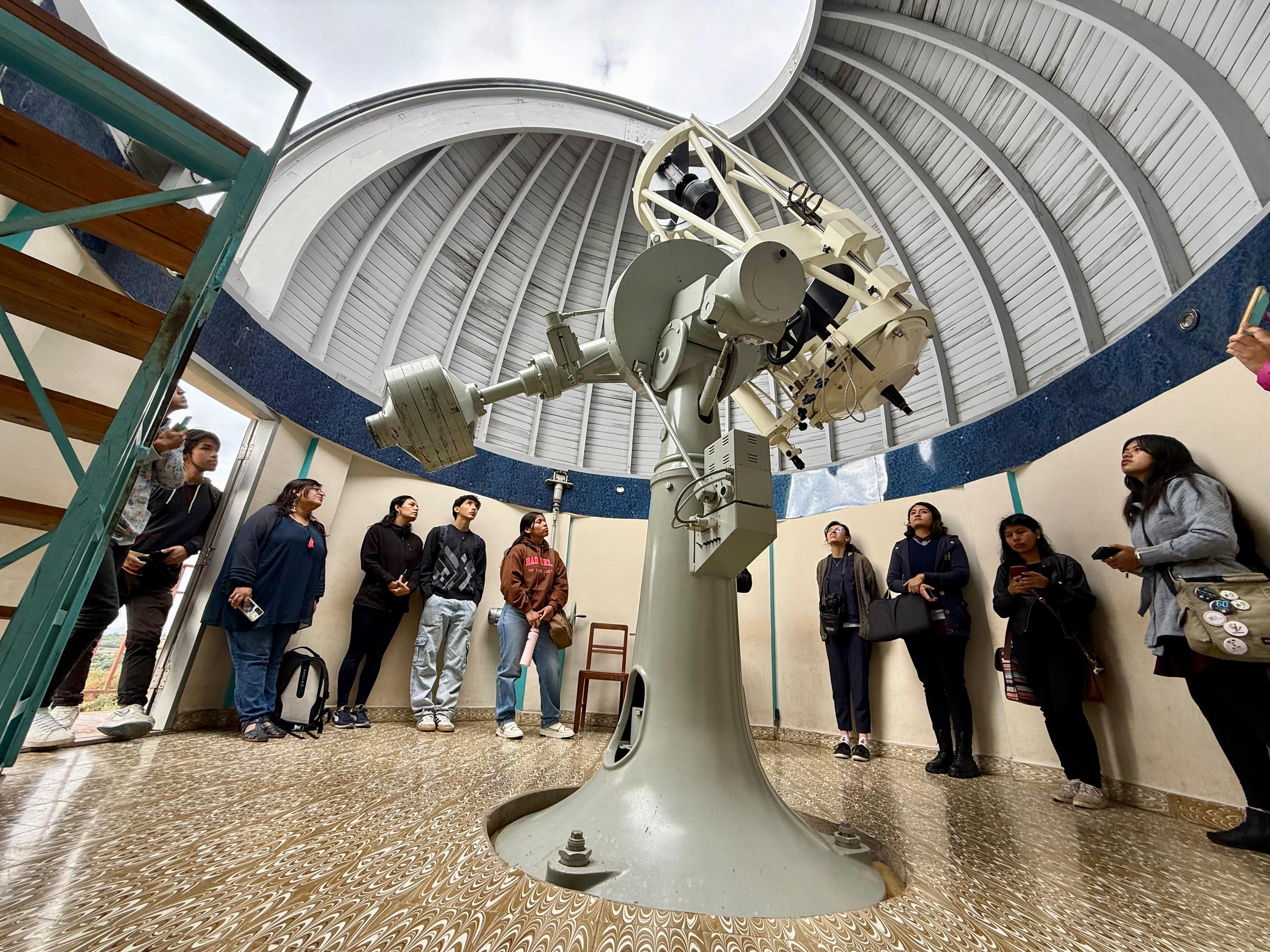
Відвідувачі біля одного з телескопів Болівійської національної обсерваторії

На горі Чакалтая на висоті 5240 м від 1942 року працює Лабораторія гори Чакалтая, яка є важливим центром досліджень гамма-випромінювання, і саме тут у 1940-х роках уперше були виявлені піони. Тепер на горі працює Астрофізична обсерваторія Чакалтая.
1969 року відповідно до урядової постанови була створена Болівійська астрономічна асоціація. Пізніше вона відкрила відділення в Потосі, Санта-Крусі-де-ла-Сьєрра, Сукре, Тарисі та інших містах.
Єдиний у країні Планетарій Макса Шраєра у Ла-Пасі був заснований 1976 року.
1982 року відбулась астрономічна експедиція радянських науковців Пулковської обсерваторії в Болівію, в район Тарихи. Першим встановленим там телескопом став 23-сантиметровий астрограф, згодом були встановлені й інші астрономічні інструменти. До 1991 року в обсерваторії Тарихи постійно працювали змінні експедиції радянських фахівців. У 1988 році на базі обсерваторії організували службу точного часу. 1993 року обсерваторія отримала статус Болівійської національної обсерваторії. Основні наукові результати обсерваторії були пов'язані зі створенням спектрофотометричних та астрометричних каталогів південних зір, а також з фотометрією наднової 1987A.
10 лютого 2010 року указом президента Ево Моралеса було створено Болівійське космічне агентство. За рахунок позики від Китайського банку розвитку космічне агентство керувало розробкою першого болівійського супутника зв'язку Тупак Катарі 1. Супутник був побудований китайською фірмою China Great Wall Industrial Corporation, запущений 20 грудня 2013 року з китайського космодрому Січан і відтоді успішно працював, надаючи доступ Інтернету, телебачення та телефонного зв'язку в Болівії.